# Phaegoptera catenata
Phaegoptera catenata är en fjärilsart som beskrevs av Walker 1856. Phaegoptera catenata ingår i släktet Phaegoptera och familjen björnspinnare. Inga underarter finns listade i Catalogue of Life.